# آنا فرنانديس
آنا فرنانديس (Ana Fernández) هي لاعبة أولمبية لرياضة كرة طائرة من كوبا. شاركت في الأولمبياد الصيفي في 1992–2004، وفازت بما مجموعه 4 ميداليات.

## الميداليات
| ذهب | فضة | برونز | المجموع |
| 3   | 0   | 1     | 4       |

## روابط خارجية
- آنا فرنانديس على موقع الاتحاد الأوروبي (الإنجليزية)
- آنا فرنانديس على موقع عالم الكرة الطائرة (الإنجليزية)
- آنا فرنانديس على موقع دوري الدرجة الأولى الإيطالي للكرة الطائرة - سيدات (الإيطالية)
- آنا فرنانديس على موقع اللجنة الأولمبية الدولية (الإنجليزية)
- آنا فرنانديس على موقع أوليمبيديا (الإنجليزية)